# Devin Dazzle & the Neon Fever
Devin Dazzle & the Neon Fever è un album del 2004 di Felix da Housecat, preceduto da Kittenz e Thee Glitz del 2001, in cui continua la sua collaborazione con Tommie Sunshine e Dave the Hustler. È un concept album incentrato sulla storia del personaggio Devin Dazzle e sul suo coinvolgimento con un gruppo di donne chiamato "Neon Fever". L'album presenta la collaborazione di molti artisti, tra cui James Murphy di LCD Soundsystem, Dave the Hustler, Tommie Sunshine, GoodandEvil. Everyone Is Someone in L.A. è stato inserito nel videogioco di skateboard Tony Hawk's American Wasteland del 2005 di Activision della serie Tony Hawk's, mentre il remix Rocket Ride di Soulwax è stato inserito in Need for Speed: Underground 2 di EA. La copertina dell'album è stata disegnata dall'artista multimediale Kenneth Tin-Kin Hung.

## Tracce
1. Intro – 0:04
2. Rocket Ride – 2:37 (Tommie Sunshine)
3. What She Wants – 5:08 (James Murphy)
4. Short Skirts – 2:18 (The Neon Fever)
5. Ready 2 Wear – 3:41 (Tyrone Visionary Palmer)
6. Romantique – 2:05 (Devin Dazzle, Kate Wax e XLover)
7. Everyone Is Someone In L.A. – 4:00 (Tommie Sunshine)
8. She's So D*mn Cool – 2:51 (Felix da Housecat)
9. Let Your Mind Be Your Bed – 3:31 (Kate Wax)
10. Watching Cars Go By – 5:27 (Donna the CyberWh*re)
11. Hunting Season – 4:10 (The Neon Fever)
12. Nitelife Funworld – 1:40 (Felix da Housecat)
13. Nina – 2:32 (Devin Dazzle e Liz Wiz)
14. Devin Dazzle – 2:51 (Tyrone Visionary Palmer)
15. Neon Human – 5:09 (Dave the Hustler)